# Adnan Mravac
Adnan Mravac, né le 10 avril 1982 à Banja Luka en Bosnie-Herzégovine, est un joueur de football international bosnien évoluant au poste de défenseur central.

## Biographie
Né à Banja Luka en Bosnie-Herzégovine, il commence à jouer au football professionnel en 2000 avec une équipe croate, le NK Čakovec. Il joue pour cette équipe jusqu'en 2002 où il rejoint le SV Mattersburg en Autriche jusqu'en 2009. Ensuite, il se joint au KVC Westerlo.